# Uwe Hasebrink
Uwe Hasebrink (* 27. Juni 1958 in Essen) ist ein deutscher Kommunikationswissenschaftler.

## Leben
Er studierte Psychologie und Germanistik in Hamburg. Nach der Promotion (Zur Beschreibung der von Rezipienten eines Textes wahrgenommenen Bedeutungsstrukturen) in Hamburg 1986 war er drei Jahre wissenschaftlicher Mitarbeiter am Institut für Sozialpsychologie der Universität Hamburg. Seit 1986 ist er am Hans-Bredow-Institut tätig, zunächst als wissenschaftlicher Referent, ab 1988 in der Funktion des Geschäftsführenden Referenten. 1998 wurde er in das Direktorium des Instituts gewählt. 1999 vertrat er eine Professur für Kommunikationswissenschaft an der Hochschule für Musik und Theater Hannover. Im Frühjahr 2001 wurde er gemeinsam von der Universität Hamburg und dem Hans-Bredow-Institut auf eine Professur für „Empirische Kommunikationswissenschaft“ berufen. Zum 1. Oktober 2021 ging er in den Ruhestand.
2015 wurde er zum Mitglied der Academia Europaea gewählt.

## Einzelnachweis
1. ↑  Eintrag auf der Internetseite der Academia Europaea

| Personendaten    | Personendaten                           |
| ---------------- | --------------------------------------- |
| NAME             | Hasebrink, Uwe                          |
| KURZBESCHREIBUNG | deutscher Kommunikationswissenschaftler |
| GEBURTSDATUM     | 27. Juni 1958                           |
| GEBURTSORT       | Essen, Deutschland                      |